# Código Fatal
Código Fatal é um grupo de rap e hip hop alternativo com origem em São Paulo, Brasil. Começou suas atividades em 1989 e desde então lançou dois álbuns.

## Carreira
O Código Fatal foi formado por Lakers, o único integrante de todas as formações, junto com seus amigos para relatar os fatos do cotidiano de São Paulo. Em 1994, uma nova formação veio com a entrada de DJ Bola, Wellington e Roberto "RB", e a banda começou a fazer algumas aparições em festas e shows locais. Porém em 1996, Wellington e Roberto deixaram o grupo. Dois anos depois, B.A. resolveu ingressar no Código Fatal, formando o atual elenco: Lakers, B.A. e DJ Bola.
Neste ano foi lançada a primeira música oficial da banda, intitulada "É o respeito que Prevalece", onde o objetivo dela era ser executada nas rádios comunitárias do bairro, mas foi mais além disto, vendendo cerca de 100 mil cópias. O grupo foi convidado a assinar um contrato com a Zimbabwe Records e participar da coletânea Espaço Rap. Em 2000, lançou o primeiro álbum, chamado Guerra Fria, produzido por Edi Rock, dos Racionais MC's, que conteve o videoclipe "Semáforo da Periferia". Em 2004, foi gravado o segundo trabalho, chamado Sonhar Não Custa, com participações de Thaíde, Helião, KL Jay, Rappin' Hood e Z'África Brasil.

## Discografia
- Guerra Fria (2000)
- Sonhar Não Custa (2004)